# Oriente (metrostation)
Oriente is een metrostation in Lissabon gelegen aan de Rode lijn. Het station werd in 19 mei 1998 geopend als metrostation van de Expo 1998. Het station is ontworpen door Sanchez Jorge.
Het station is gelegen aan de Avenida de Berlim (naast het spoorwegstation Oriente).
Het gelijknamige spoorwegstation is een ontwerp van Santiago Calatrava, die ook het spoorwegstation Station Luik-Guillemins heeft ontworpen.